# کتابخانه ملی بنین
کتابخانه ملی بنین (به فرانسوی: Bibliothèque nationale du Bénin) یک کتابخانه بر اساس قانون واسپاری در کشور بنین است. این کتابخانه ابتدا در نوامبر ۱۹۷۵ تأسیس و در اویده واقع شده بود و در دهه ۱۹۸۰ به یک واحد ساخته شده در پورتو نووو انتقال یافت.

## تاریخچه

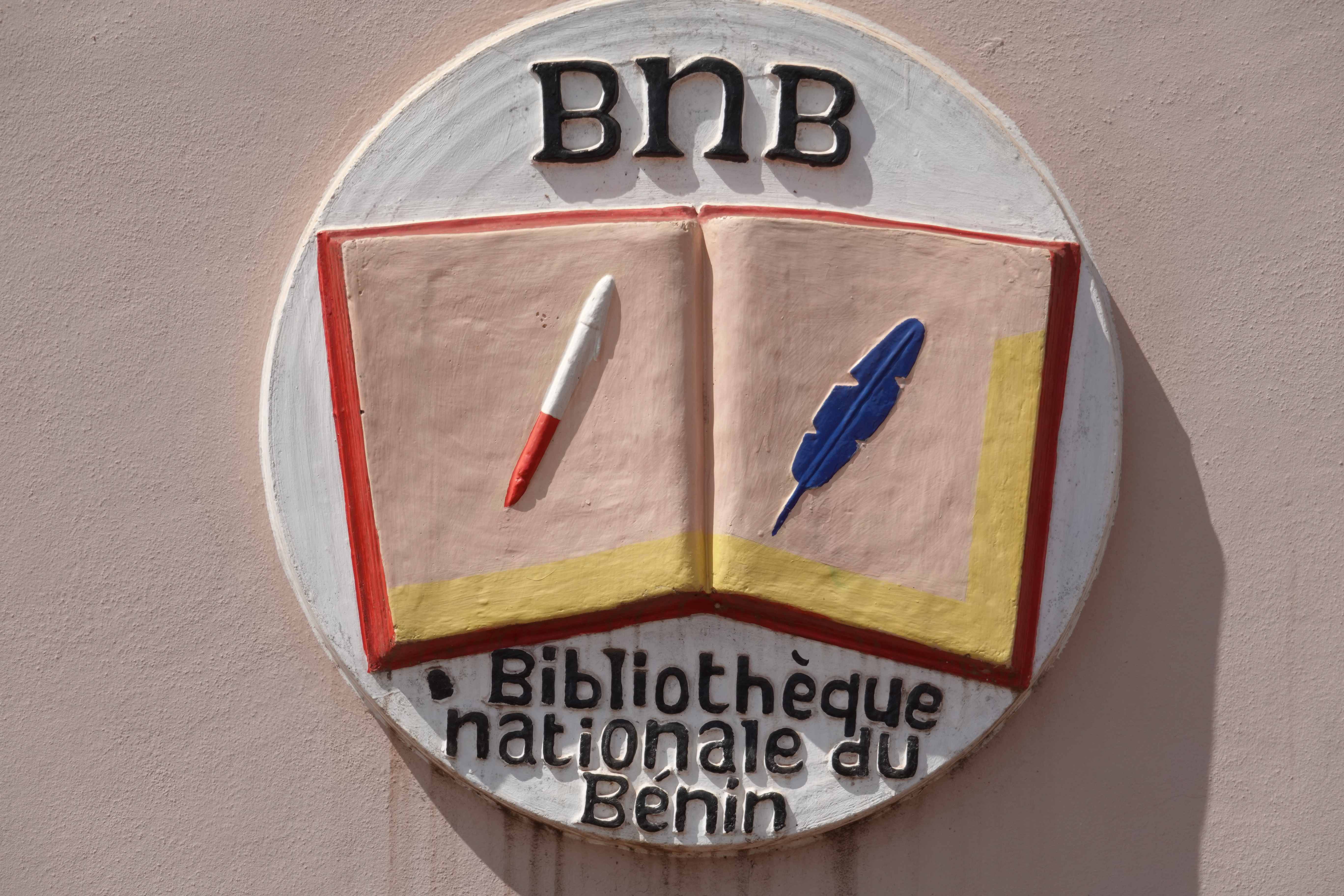
نشان کتابخانه ملی بنین

کتابخانه در ابتدا در اویده واقع شده بود. کتابخانه ملی بنین در ۲۵ نوامبر ۱۹۷۵ پس از تصویب فرمان شماره ۷۵–۳۰۵ تأسیس شد. نخستین مدیر کتابخانه نوئل هونتونگون اموزو بود. گزارش یونسکو در سال ۱۹۷۶ در مورد مراحل اولیه توسعه کتابخانه حاکی بر بودجه محدود، عدم آموزش کارکنان و عدم برنامه‌ریزی جهانی است. بنای جدیدی در دهه ۱۹۸۰ در پورتو نووو ایجاد شد که در سال ۱۹۸۷ برای عموم افتتاح شد. برای سال‌های متمادی مدیر کتابخانه ملی فلورانس آیوی فولیون بود.

تا سال ۲۰۱۴ این کتابخانه فاقد سیستم اضطراری آتش‌سوزی بود، هیچ شبکه اینترنتی نداشت و این مکان به مدت ۲۰ سال توسط وزیر فرهنگ کشور بازدید نشده بود.

## شرح
هدف کتابخانه ملی بنین گردآوری، ساماندهی، نگهداری و دسترسی به مستندهای کشور است. این کتابخانه از سه واحد تشکیل شده است. از زمان افتتاح مجموعه‌ای از ۱۰٬۰۰۰ اسناد باستانی در مورد آفریقا به‌طور کلی دارد. یک مؤسسه فرانسوی در بنین مجلات و روزنامه‌های ۳ ساله را به این کتابخانه اهدا می‌کند.